# Moraea tulbaghensis
Moraea tulbaghensis är en irisväxtart som beskrevs av Harriet Margaret Louisa Bolus. Moraea tulbaghensis ingår i släktet Moraea och familjen irisväxter. Inga underarter finns listade i Catalogue of Life.